# Seeschlacht bei Punta Stilo
Die Seeschlacht bei Punta Stilo – auch Seeschlacht von Kalabrien – vom 9. Juli 1940 war eine militärische Auseinandersetzung zwischen der Royal Navy und der königlich italienische Marine (Regia Marina). Das Gefecht fand vor Punta Stillo an der Küste von Kalabrien statt und endete in einem Unentschieden.

## Vorgeschichte
Am 6. Juli lief ein italienischer Konvoi aus vier Handelsschiffen mit 2.190 Soldaten, 300 Fahrzeugen, 10.445 Tonnen Nachschub und 5.720 Tonnen Treibstoff von Neapel nach Bengasi aus. Der Geleitschutz unter dem Kommando von Admiral Inigo Campioni war in drei Divisionen aufgeteilt und bestand aus insgesamt 63 Schiffen. Gleichzeitig waren am 7. Juli die britischen Konvois MF.1 und MS.1 von Alexandria in Richtung Malta in See gestochen. Der Geleitschutz unter dem Kommando von Admiral Andrew Cunningham war in drei Gruppen aufgeteilt. Force A, bestehend aus fünf Kreuzern des 7. Kreuzergeschwaders, Force B, bestehend aus dem Schlachtschiff Warspite sowie fünf Zerstörern und Force C, bestehend aus den Schlachtschiffen Royal Sovereign und Malaya, dem Flugzeugträger Eagle sowie elf Zerstörern.

### Suche
Am 8. Juli wurden die beiden italienischen Schlachtschiffe Conte di Cavour und Giulio Cesare von dem britischen U-Boot HMS Phoenix östlich von Malta gesichtet. Zeitgleich waren die Briten von italienischen Wasserflugzeugen vom Typ Cant Z.506 gesichtet worden und gerieten ab 10:00 Uhr unter heftige Luftangriffe durch Savoia-Marchetti-SM.79-Bombenflugzeuge. Um 14:40 Uhr erhielt Campioni die Mitteilung, dass die Briten südöstlich vor Kreta in westlicher Richtung gesichtet worden waren. Dies ließ Campioni annehmen, dass die Briten für den nächsten Tag einen Angriff auf seinen Konvoi planten. Er gab daher den Befehl, den Kurs in Richtung der Briten zu ändern und somit einem Angriff zuvorzukommen. Das italienische Oberkommando (Comando Supremo) wollte jedoch aufgrund mangelnder Erfahrung keinen Angriff bei Nacht riskieren und teilte Campioni daher mit, dass ein Kampf mit den Briten zu vermeiden sei. Zwischen 15:00 Uhr und 16:00 Uhr erhielt Cunningham die Nachricht, dass zwei Schlachtschiffe sowie mehrere Zerstörer und Kreuzer in Richtung der Briten gesichtet worden waren. Dementsprechend entschied Cunningham, in Richtung Tarent zu dampfen und den Italienern den Weg in Richtung Heimat abzuschneiden.

## Die Flotten
Auf alliierter Seite unter Admiral Andrew Cunningham:
- Force A (Vizeadmiral John Tovey):
  - Gloucester, Liverpool, Neptune, Orion, Sydney
  - Stuart
- Force B (Admiral Cunningham):
  - Warspite (Flaggschiff)
  - Nubian, Mohawk, Hero, Hereward,Decoy
- Force C (Vizeadmiral Henry Pridham-Wippell):
  - Malaya, Royal Sovereign
  - Eagle
  - Dainty, Defender, Hasty, Hyperion, Hostile, Janus, Juno, Vampire und Voyager

Auf italienischer Seite unter Admiral Inigo Campioni:
- Konvoischutzgruppe:
  - 10. Zerstörergeschwader: Maestrale, Libeccio, Grecale, Scirocco
  - 4. Torpedobootgeschwader: Procione, Orione, Orsa, Perseo, Missoni
- Konvoisicherungsgruppe:
  - Kreuzer Pola (Flaggschiff)
  - 1. Kreuzerdivision: Fiume, Gorizia, Zara
  - 3. Kreuzerdivision: Bolzano, Trento, Trieste
  - 12. Zerstörergeschwader: Ascari, Carabiniere, Corraziere
  - 9. Zerstörergeschwader: Alfieri, Carducci, Gioberti, Oriani
  - 11. Zerstörergeschwader: Artigliere, Aviere, Camicia Nera, Geniere
- Schlachtflotte:
  - 5. Schlachtschiffdivision: Conte di Cavour, Giulio Cesare
  - 4. Kreuzerdivision: Luigi Cadorna, Armando Diaz, Alberico da Barbiano, Alberto di Giussano
  - 8. Kreuzerdivision: Luigi di Savoia Duca degli Abruzzi, Giuseppe Garibaldi
  - 7. Zerstörergeschwader: Dardo, Freccia, Saetta, Strale
  - 8. Zerstörergeschwader: Baleno, Folgore, Fulmine, Lampo
  - 14. Zerstörergeschwader: Mosto, Verrazzano, Maloncello, Pigafetta, Zeno
  - 16. Zerstörergeschwader: Da Recco, Tarigo, Pessagno, Usodimare

## Die Schlacht
Aufgrund mehrerer Berichte durch den Beobachtungsdienst der verbündeten deutschen Kriegsmarine war das Oberkommando der italienischen Marine zu dem Schluss gekommen, dass die Briten möglicherweise einen Angriff auf die Küste von Sizilien beabsichtigten. Daher erhielt Campioni den Befehl, östlich vor Kap Spartivento zu patrouillieren. In der Nacht auf den 9. Juli hatte Cunningham den Kurs ändern und die Geschwindigkeit seiner Flotte auf 15 Knoten drosseln lassen. Im Morgengrauen starteten mehrere Luftaufklärer von der Eagle, welche die italienische Flotte etwa 43 Seemeilen vor Kap Spartivento sichtete. Da Cunningham plante, seine Schiffe zwischen der Küste und den Italienern zu positionieren, änderte er gegen 8:00 Uhr erneut seinen Kurs und ließ um 11:45 Uhr mehrere Swordfish-Torpedobomber von der Eagle aufsteigen, deren Angriffe auf die italienische Flotte jedoch erfolglos blieben. Um 13:10 Uhr erhielt Campioni schließlich die Genehmigung, die Briten anzugreifen und sie weiter in Richtung Norden in die Nähe der Luftstützpunkte zu locken. Gegen Nachmittag erhielt Campioni von sechs IMAM-Ro.43-Aufklärungsflugzeugen die Nachricht, dass die Briten gut 72 km östlich von Sizilien gesichtet worden waren, was 48 km näher war als in den vorherigen Berichten.
Um 15:00 Uhr sichteten die Schiffe der 4. und 8. Kreuzerdivision die vorausfahrenden britischen Kreuzer in einer Entfernung von etwa 25 km und eröffneten sofort das Feuer. Ab 15:20 Uhr schossen die Orion, die Neptune, die Liverpool und die Sydney zurück, bevor die Warspite ihrerseits begann, die italienischen Kreuzer zu beschießen, worauf sich diese zurückzogen. In diesen ersten 30 Minuten wurde lediglich die Neptune getroffen und erlitt dabei leichte Schäden. Um 15:42 Uhr änderten die italienischen schweren Kreuzer sowie die beiden Schlachtschiffe ihren Kurs nach Osten, um ihre leichten Kreuzer zu unterstützen. Um 15:50 Uhr sichtete die Warspite die beiden italienischen Schlachtschiffe in einer Entfernung von 23 Kilometern und eröffnete das Feuer. Die italienischen Schiffe feuerten kurz darauf zurück, waren aber nicht in der Lage, die Warspite zu treffen. Um 15:54 Uhr schließlich beschoss die Malaya die Giulio Cesare, doch die Entfernung war zu groß, woraufhin sie um 15:58 Uhr das Feuer wieder einstellte. Kurz darauf griffen die schweren Kreuzer der Italiener in das Geschehen ein. Die Trento feuerte drei 20,3-cm-Granaten auf die Warspite, während die Bolzano die leichten Kreuzer der Briten beschoss. Gleichzeitig griffen neun Torpedobomber vom Typ Fairey Swordfish – erfolglos – die beiden italienischen Schiffe an. Um 16:07 Uhr wurde die Bolzano von drei 15,2-cm-Granaten der Neptune getroffen, wodurch ihr Ruder vorübergehend blockierte und zwei Seeleute starben. Gegen 16:00 Uhr wurde die Giulio Cesare von einer 381-mm-Granate der Warspite getroffen. Das Geschoss traf den hinteren Schornstein und durchschlug die Back sowie ein Munitionslager, was ein Feuer auslöste. Durch den Qualm des sich ausbreitenden Feuers konnten mehrere Heizkessel nicht mehr befeuert werden, wodurch sich die Geschwindigkeit auf 18 Knoten reduzierte. Zwei Seeleute wurden dabei getötet, einige weitere erlitten Verletzungen. Unsicher, wie schwer sein Schiff tatsächlich getroffen worden war, gab Campioni um 16:04 Uhr den Befehl zum Rückzug. Da der Weg nach Tarent durch die Briten blockiert war, entschied Campioni, in Richtung Messina zu dampfen. Nachdem das Feuer auf der Giulio Cesare unter Kontrolle gebracht worden war, befahl Campioni einen letzten Angriff und ließ 32 Torpedos aus einer Distanz von 8 bis 12 km auf die britische Flotte feuern. Cunningham gab seinen Zerstörern den Befehl zu einem Gegenangriff, sie mussten sich aber unter schwerem Feuer der den Rückzug deckenden italienischen Kreuzer zurückziehen.

## Folgen
Nach der Schlacht beanspruchten die Italiener den Sieg für sich, da es ihnen gelungen war, ihre Konvois vor den Briten zu schützen. Gleichzeitig zeigte es den Briten, dass ein Vordringen ins zentrale Mittelmeer trotz der Präsenz der italienischen Luftwaffe möglich war. Während Campioni zufrieden war, der britischen Flotte auf Augenhöhe begegnen zu können, haderte Cunningham mit den zu langsamen Schlachtschiffen Royal Sovereign und Malaya, die nichts in der Schlacht beitragen konnten.